# .np
‎.np‏دامنه اینترنتی اختصاص داده شده به نپال است.